# (15837) Mariovalori
(15837) Mariovalori est un astéroïde de la ceinture principale.

## Description
(15837) Mariovalori est un astéroïde de la ceinture principale. Il fut découvert le 25 février 1995 à Cima Ekar par Maura Tombelli. Il présente une orbite caractérisée par un demi-grand axe de 3,08 UA, une excentricité de 0,11 et une inclinaison de 1,4° par rapport à l'écliptique.

## Compléments